# 世界の年収400マン
『世界の年収400マン』（せかいのねんしゅう400マン）は、中京テレビ制作・日本テレビ系列で2015年から不定期で放送されているバラエティ番組。

## 概要
日本の平均年収である400万円を海外で稼げばどんな家で暮らせるのかを密着する。

## 出演
- タカアンドトシ

## 放送リスト
| 回 | 放送日              | 放送時間      | 放送枠         | ゲスト                                                                   | リポーター                     | 備考                    |
| -- | ------------------- | ------------- | -------------- | ------------------------------------------------------------------------ | ------------------------------ | ----------------------- |
| 1  | 2015年8月29日（土） | 13:30 - 14:55 | 土曜特番       | 中山秀征、SHELLY、春香クリスティーン、森永卓郎                           | 田村裕（麒麟）、田中美奈子     | 全国ネット              |
| 2  | 2016年8月7日（日）  | 15:00 - 16:25 | 日曜スペシャル | 三田寛子、土田晃之、荻原博子                                             | 松本明子、杉村太蔵             | 全国ネット              |
| 3  | 2017年3月10日（金） | 19:00 - 20:54 | （なし）       | 北斗晶、佐々木健介、土田晃之、椿鬼奴、鈴木奈々、荻原博子                 | 田中美奈子、杉村太蔵、漫才少爺 | ゴールデン タイムで放送 |
| 4  | 2018年8月16日（木） | 19:00 - 20:54 | （なし）       | 渡辺直美、ギャル曽根、博多大吉（博多華丸・大吉）、荻原博子               | 滝沢カレン、杉村太蔵           | ゴールデン タイムで放送 |
| 5  | 2019年2月28日（木） | 19:00 - 20:54 | （なし）       | 森公美子、陣内智則、藤森慎吾（オリエンタルラジオ）、ギャル曽根、荻原博子 | 雛形あきこ、天野浩成、杉村太蔵 | ゴールデン タイムで放送 |

## スタッフ
※第5回時点
- 構成：北本かつら、辻健一、松本建一
- TP：間瀬竜也
- TD：飯国忠夫
- CAM：藤本茂樹（第3,5回）
- MIX：下田由紀
- VE：宮前早智
- LD：長治憲明（第5回）
- EED：早川亮（第5回）
- MA：小嶋雄介（第5回）
- 音効：小林洋介
- 美術プロデューサー：橋本昌和（第4回-）
- デザイン：野口陽介
- 美術進行：山口武治
- TK：梅澤和世
- メイク：ギャルソンシノワ（第5回）
- 技術協力：フジアール、glow、テクノマックス
- ロケ技術：山本啓太、港家（港家→第5回、第4回は技術協力）
- リサーチ：高木美嘉（第5回）
- 海外コーディネート：サハラプロダクション、アジアヴォックス、川久保祥子、中野香子、Nizami abullayev（共に第5回）
- 編成：橋本香・土屋健（CTV、共に第4回-）
- 広報：勝山美香（CTV、第4回-）
- データ放送：森本英樹（CTV、第4回-）
- 制作：田中宏史（NTV、第4回-）
- AP：増岡千恵子、本山ひかる（共に第4回-）
- デスク：松丸智美（CTV）
- AD：中島諒二（第4回-）、篠塚祐介、宇佐美昭（宇佐美→第2回-）、佐藤興達（篠塚・佐藤→第5回）
- ディレクター：熊澤謙一（つくりて）、前田裕功、才藤仁、鷹見睦、足立原円香（熊澤→第2回-、前田→第3回-、才藤・鷹見→第4回-、足立原→第5回）
- プロデューサー：簑羽慶（CTV）、森俊和（よしもとCA）、肥後篤人（よしもとCA、第4回-）、武末大作（NTV、第4回-）
- 制作協力：吉本興業
- 企画制作：日テレ（第3回-）
- 製作著作：中京テレビ

### 過去のスタッフ
- 構成：佐藤大地（第2,3回）
- TD：岸副実典（第2回）
- CAM：高村和隆（第4回）
- VE：杉山博紀（第2回）
- LD：小林瑞雪（第2,3回）、井町成宏（第4回）
- EED：井川貴史（第2回）、遠藤毅（第3回）、坂口雄祐（第2,3回）、竹元風人（第4回）
- MA：山本宗太（第2回）、三木多聞（第3回）、金城徹（第4回）
- 美術プロデューサー：松沢由之（第2,3回）
- メイク：atelier jam（第2,4回）、武部千里（第3回）
- ロケ技術：金子久雄（第2回）、荒木啓志（第3回）
- タイトル(第2,3回)：永井秀実（JOINT）
- CG(第2,3回)：細井秀史（PLUS-V）
- 海外コーディネート：日本ハンガリーメディアート、ミスター・アオザイ（共に第2回）、IDEA COORDINATION、ZAHARA PRODUCTION、菊地寛子、菅知子（共に第3回）、JALAN=JALAN、Office Utano Oy、Ksour Voyages、GREGO、マックスコンタクト、カウリメディアプロダクション（共に第4回）
- 編成：内藤庸介（CTV、第2,3回）
- 広報：山田有吉（CTV、第2,3回）
- AP：綾田舞（第2回）
- FD：川名良和、古田嶋洋平（共に第2回）、長谷川栄治、中西一浩、谷万寿雄（共に第3回）
- AD：庄子伸正、馬唐火韋（共に第2回）、川村香純、比山拓海（共に第4回）
- ディレクター：花田憲明、倉田敬之、工藤祐馬（工藤→CTV）（共に第2回）、清田知宏（第3回）、庫本太樹（第3回、第2回はAD）、神農貴洋（CTV）、茂木孝太（共に第4回）
- 演出：井熊俊博（第2回）
- プロデューサー：村井清隆（CTV、第2,3回）、鈴木隆浩（第2回）、吉田絵（日テレ、第3回）
- 制作協力：LOGIC ENTERTAINMENT（第2回）